# Rozygryš
Rozygryš (Розыгрыш) è un film del 1976 diretto da Vladimir Men'šov.

## Trama
La vita pone le prime domande "adulte" agli studenti delle scuole superiori. Salutando l'infanzia, iniziano a relazionarsi con l'amicizia e l'amore, il talento e la rivalità in un modo nuovo. Ora gli adolescenti decidono da soli quale strada prendere verso i loro sogni.